# Col de Proncel
Le col de Proncel est un col de montagne situé à 1 100 mètres d'altitude dans le département français de la Drôme, dans le massif du Vercors.